# Michaela Kölmel
Michaela Kölmel (* 1956 in Karlsruhe; † 2007 ebenda) war eine deutsche Künstlerin und Hochschulprofessorin aus Karlsruhe. Ihr künstlerisches Schaffen umfasste Zeichnungen, Skulpturen, ortsspezifische Installationen und Interventionen im öffentlichen Raum.

## Leben und Werk
Von 1980 bis 1986 studierte sie an der Staatlichen Akademie der Bildenden Künste in Karlsruhe bei Hiromi Akiyama und David Lauer. Sie erhielt das Graduiertenstipendium des Landes Baden-Württemberg und weitere Stipendien führten sie zur Cité des Arts in Paris (1992). Zudem erhielt sie einen Lehrauftrag an der Hochschule Pforzheim (1995/99) und in Ahrenshoop (2000), gefördert vom Kunstfonds Berlin. 2002 wurde Kölmel Professorin an der Hochschule Mainz, wo sie bis zu ihrem Tod 2007 unter anderem Innenarchitektur, Bildhauerei, Zeichnen und Kunstgeschichte lehrte.

## Stil
In der Tradition des Minimalismus der 1960er Jahre arbeitend, erforschte Kölmel die Komplexität im Einfachen und Elementaren. Ihre Arbeit untersuchte den Kontrast zwischen Formen mit einem geradlinigen und unspektakulären Äußeren und solchen mit einem geheimnisvollen, leuchtenden Inneren, wobei sie Materialien wie hochpolierte Kupferrohre, Edelstahlbleche und Spiegelglas verwendete. Konzept, Prozess und Material bestimmten ihre Arbeit.
Kölmel verwendete diese Materialien für wand- und bodenbezogene Arbeiten. Sie setzte sie auch in ortsspezifischen Produktionen ein, um Räume zu verbinden und ungewöhnliche Wahrnehmungsfelder zu erzeugen (Installation MultiMediale 2 und ZKM 1992, Installation Orgelhalle 1994, Installation Galerie Rottloff, 2006). Mit lichtreflektierenden Materialien schuf Kölmel mit einfachen Mitteln komplexe sensorische Räume von hoher Intensität; sie enthielten eine dichte Formensprache, die schwierige Dialoge zwischen dem Werk, dem Betrachter und dem Raum eröffnete.
In ihren Zeichnungen bevorzugte Kölmel Folie, Graphitpulver und ein Schneidemesser gegenüber herkömmlichem Papier und Bleistift. Sie schuf Linienanordnungen durch Schnitte auf der Graphitoberfläche, die ihnen ein reliefartiges Erscheinungsbild verliehen.
Kölmels Werke sind Teil verschiedener öffentlicher Sammlungen, darunter der des Ministeriums für Wissenschaft und Kunst Baden-Württemberg, der Staatlichen Kunsthalle Karlsruhe, des  Zentrums für Kunst und Medien Karlsruhe und der Städtischen Galerie Karlsruhe. Sie befinden sich auch in zahlreichen privaten Sammlungen, wie dem Museum für aktuelle Kunst – Sammlung Hurrle und der Sammlung Würth.

## Galerie

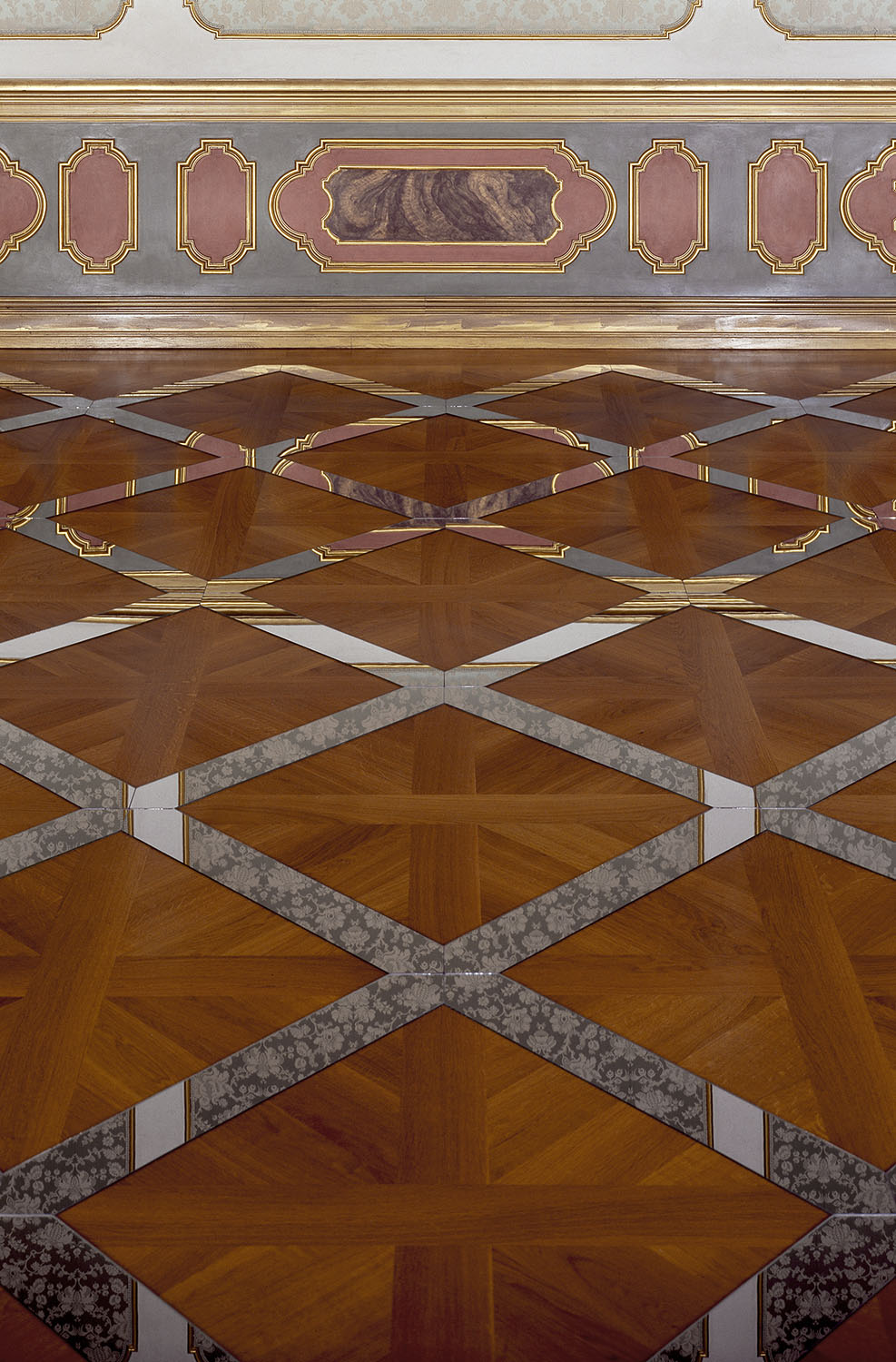
Installation, Spiegel auf Parkettboden, ca. 8 × 7 m × 1 cm (Schloss Ettlingen, Nov. 2001)
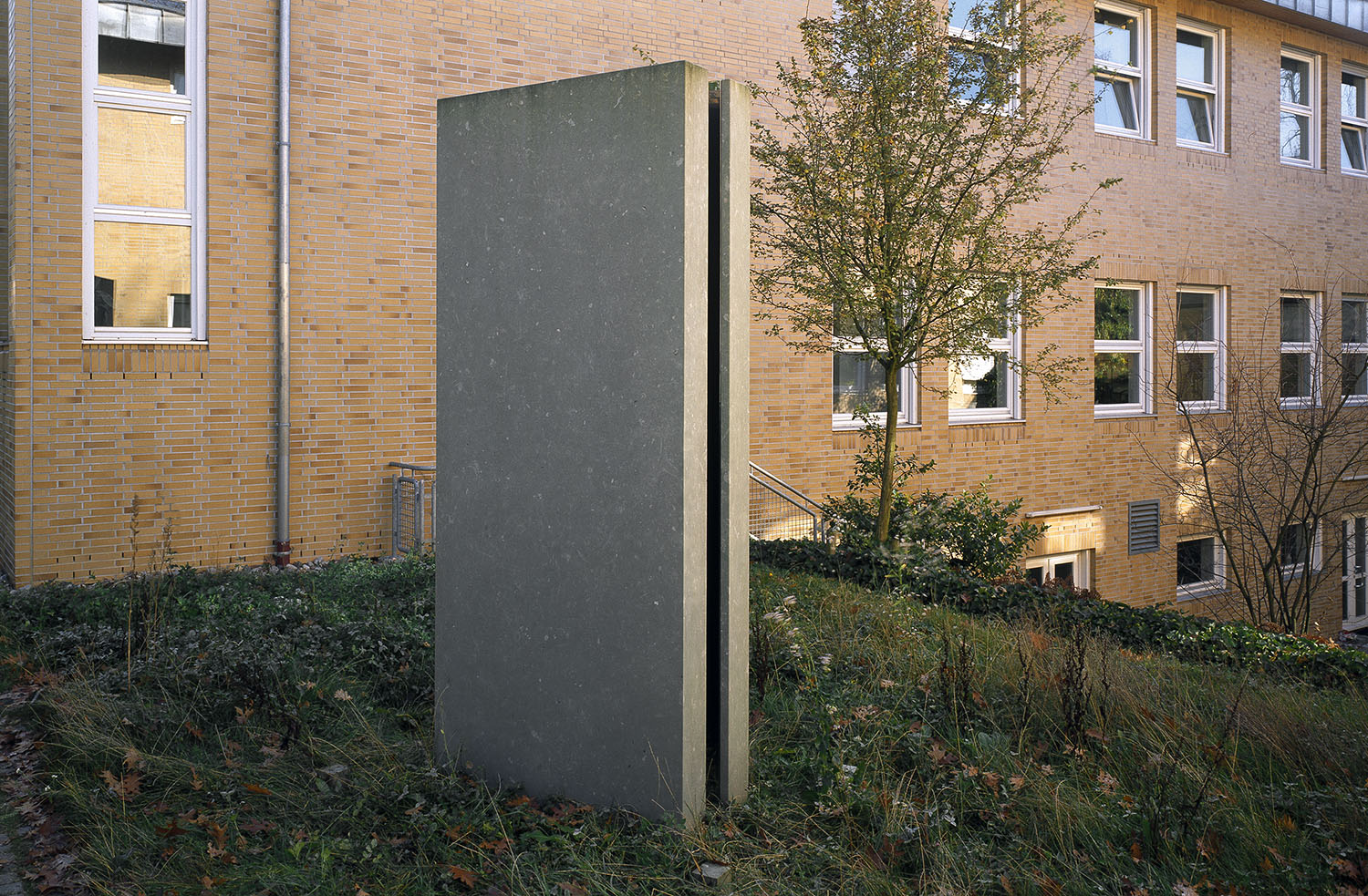
Ohne Titel, Anröchter Dolomit/Edelstahl, ca. 300 × 125 × 55 cm (Standort: KIT, Karlsruhe)
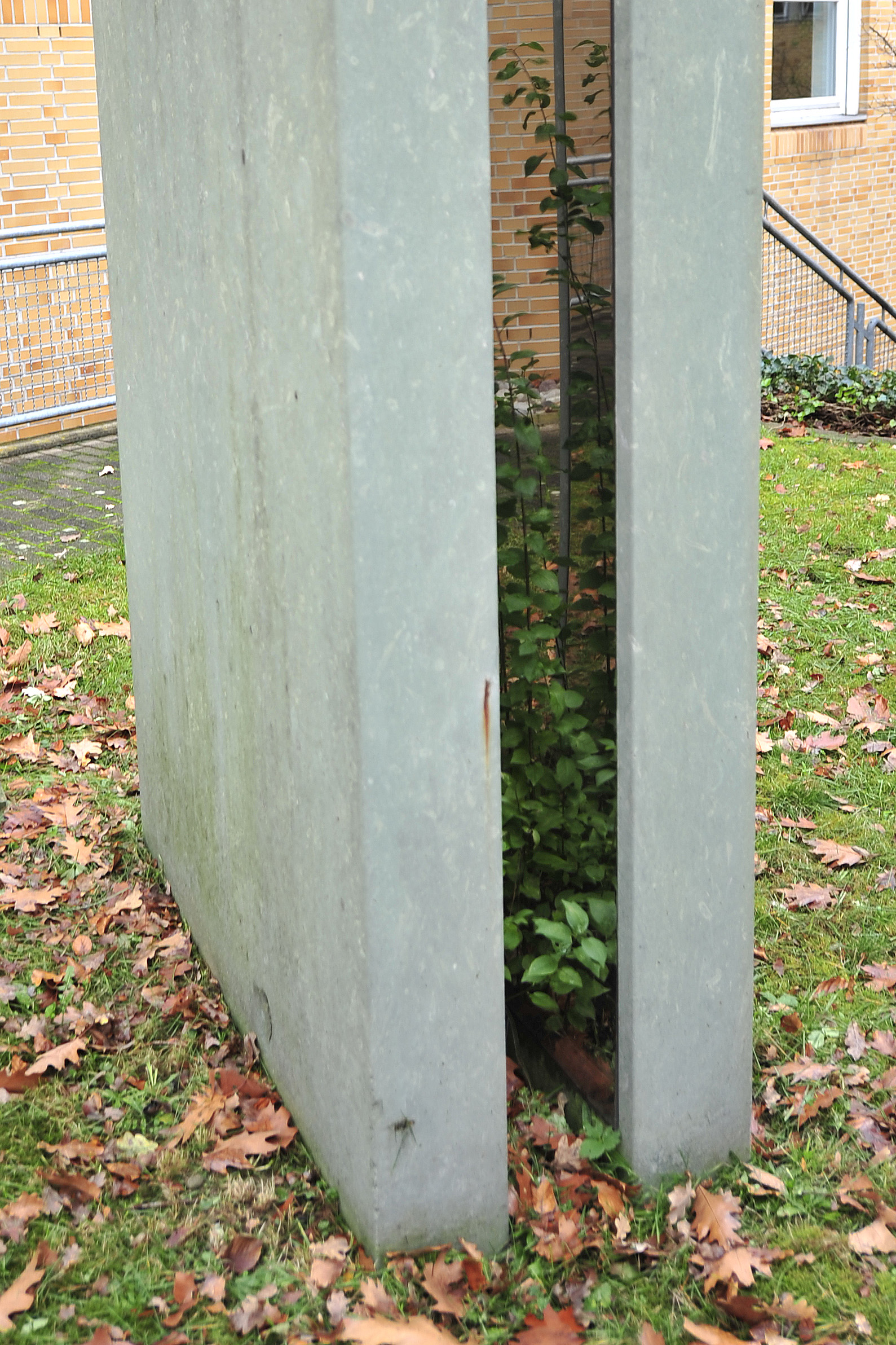
Ohne Titel, Anröchter Dolomit/Edelstahl, ca. 300 × 125 × 55 cm (Standort: KIT, Karlsruhe)

## Ausgewählte Ausstellungen
- 2019 „LichtSchatten“, Einzelausstellung, Karlsruhe Lukaskirche[2]
- 2012 „gestern-heut-morgen“, Gruppenausstellung, Kunstgebäude Stuttgart (GA)[3]
- 2011 „Spektral – Diametral“, Gruppenausstellung, Städtische Galerie Karlsruhe[4]
- 2009 Gruppenausstellung, Kunstverein Augsburg[4]
- 2004 „Malerei und Plastik seit 1960“, Gruppenausstellung, Staatliche Kunsthalle Karlsruhe[5]
- 2000 „Gabriele Münter Preis“, Gruppenausstellung, Frauenmuseum Bonn (GA)[6]
- 1999 „Kunstmesse Düsseldorf“, Einzelausstellung, Galerie Rottloff[7]
- 1999 „Objekte“, Einzelausstellung, Galerie Rottloff[8]
- 1997 „Förderverein aktuelle Kunst“, Einzelausstellung, FAK Münster[9]
- 1996 „Michaela Kölmel“, Einzelausstellung, Badischer Kunstverein Karlsruhe[10]
- 1996 „von der Farbe zum Licht“, Gruppenausstellung, Staatliche Kunsthalle Karlsruhe[5]
- 1995 Gruppenausstellung, Galerie Karin Friebe Mannheim[5]
- 1993 „Sculptura Ulm ’93“, Gruppenausstellung, Pro Arte Ulmer Kunststiftung[11]
- 1992 „MultiMediale 2“, Gruppenausstellung mit Karlheinz Bux, Zentrum für Kunst und Medien Karlsruhe[12]